# Eyré y Vázquez
Eyré y Vázquez fue el primer estudio fotográfico establecido en la ciudad española de Guadalajara, regentado por Francisco de Eyré y Vicente Vázquez entre 1864 y 1867. Fueron los precursores de una amplia saga de fotógrafos que trabajaron en Guadalajara la segunda mitad del siglo XIX y la primera del siglo XX.

## Biografía
Ese primer estudio fotográfico en Guadalajara se instaló, según documentara Luis Alberto Cabrera, en la calle Mayor 44, probablemente en la planta alta de una de las fincas inmediatas a la plaza de Santo Domingo. Sus responsables directos fueron Francisco de Eyré, empleado en la delegación del Ministerio de Fomento en Guadalajara, y Vicente Vázquez, un joven guadalajareño que apenas contaba con 17 años de edad en aquel momento. Ambos, bajo la firma Eyré y Vázquez, dieron servicio a los vecinos de Guadalajara entre 1864 y 1867. Después, y al menos hasta 1870, el gabinete quedaría bajo la dirección y responsabilidad exclusiva de Vicente Vázquez.
No obstante, el discurrir de esos acontecimientos pudo responder a otra realidad más rica y fructífera, en la que participaron otras personas y en la que hubo otros tiempos. Esta nueva lectura se sustenta en la discreta colección de retratos que se han podido reunir firmados por estos dos fotógrafos, conjunta o individualmente. En las cartulinas que soportan las albúminas, según los casos, se puede leer «Eyré y Vázquez», «F. de Eyré» o «Vicente Vázquez», pero también otras con el nombre «J. de Eyré», fotógrafo al que todavía no identificado. Esta disparidad nos permite creer que tanto Francisco de Eyré como Vicente Vázquez tuvieron su trayectoria individual y que estos socios, por algún tiempo, tuvieron a un competidor, antes o después de su proyecto, en la aventura de la fotografía de estudio.

## Trabajos
Hasta el momento sólo se han podido recabar cerca de una treintena de imágenes realizadas en el laboratorio de Eyré y Vázquez, y en su mayor número se trata de retratos de militares y vecinos de la capital en el formato de carte de visite. Esta modalidad presentaba una fotografía obtenida a partir de un negativo al colodión húmedo mediante una cámara especial de cuatro lentes con la que se realizaban otras tantas exposiciones simultáneas de unos 6 por 10 centímetros, luego montadas sobre un cartón en el que previamente, y al dorso, se habían impreso los datos del fotógrafo y su gabinete. Este revolucionario formato fue inventado en 1854 por el francés André-Adolphe Eugène Disdéri, tomando el nombre de carte de visite por la similitud que presentaba en su tamaño con las populares cartulinas que utilizaban las damas y caballeros de la época para facilitar sus datos personales, nombre y dirección, y transmitir breves mensajes a terceras personas.
Los retratos de Eyré y Vázquez localizado presentan dos modalidades: una, en la que el protagonista aparece en pie, de frente al espectador, con el torso visible hasta la altura de las rodillas y ligeramente rotado, con la mano derecha apoyada sobre un mueble de respeto, bien en el respaldo de una silla, en una mesa, o en una balaustrada; y otra, en la que el personaje es retratado en primer plano, mostrando uno de sus perfiles, y sin ninguna referencia o recurso escenográfico. En esta última versión, a veces, el positivo antes de adherirse al cartón se ha recortado de forma ovalada.
También en aquella época y como táctica empresarial para la comercialización de fotografías se sentaron otros formatos de dimensiones fijas. Entonces, desde 1866 y por toda Europa, se sucedieron varios tipos de tamaño dispar, como el canibet, de 10 por 25 centímetros, el victoria, de 7’5 por  11 centímetros, el promenade, de 10 por 18 centímetros, el boudoir, de 12’4 por 19’3 centímetros, y el imperial, de 16’8 por 21’7 centímetros.
Precisamente se trata de un imperial la fotografía realizada por Francisco de Eyré a la imagen de la Virgen de la Soledad en el altar de su ermita del paseo de las Cruces. Quizás se trate de la una de las primeras albúminas que reproduzcan esa talla del siglo XVI, desaparecida en 1936.